# سعید لطفی (بازیکن فوتبال، زاده ۱۳۵۹)

سعید لطفی (زاده ۶ اسفند ۱۳۵۹) بازیکن سابق تیم استقلال و مربی فوتبال اهل ایران است.
وی همچنین در تیم ملی فوتبال ایران بازی کرده‌است.

## فوتبال باشگاهی
فوتبال حرفه‌ای سعید لطفی از تیمی بنام متروی تهران با هدایت سهراب رحیمی آغاز شد. او سپس به تیم شهدای طرشت پیوست که در لیگ دسته دو تهران بازی می‌کرد که با این تیم و قهرمانی و صعود به لیگ یک تهران را تجربه کرد. این مدافع سپس در تیم منتخب تهران و در سن 16-17 سالگی‌ بازی خود را ادامه داد و شاگرد علی دوستی‌مهر شد که این تیم توانست به مقام قهرمانی جوانان کشور دست پیدا کند و یکسال نیز در تیم هما و تحت هدایت جمشید پذیرا  فعالیت فوتبالی‌اش را ادامه داد، اما حضور سعید لطفی در تیم بانک ملی در سال 76 و دعوت به اردوی تیم ملی فوتبال زیر ۲۰ سال ایران ، ثمره حضور ‌یکساله او در تیم بانک ملی بود. بازی‌های سعید لطفی در تیم ملی جوانان سبب شد که مورد توجه تیم پیکان و حمید علیدوستی در لیگ آزادگان قرار بگیرد و سه فصل از سال 79 تا 82 در لیگ برتر برای این باشگاه تهرانی توپ زد.

عملکرد فوق‌العاده وی در خط دفاعی پیکان سبب شد که لطفی مورد توجه امیر قلعه‌نویی، سرمربی وقت استقلال قرار بگیرد و او پس از پیوستن به تیم فوتبال استقلال در فصل 83-1382 به همراه این تیم، قهرمانی در فصل ۸۵–۱۳۸۴ لیگ برتر و قهرمانی در جام حذفی 86-87 با مربیگری امیر قلعه نوعی را تجربه کرد. 
پس از حواشی که برای سعید لطفی و بازی ندادن وی در تیم استقلال به‌وجود آمد، او در جشن قهرمانی استقلال در جام حذفی از هواداران خداحافظی کرد و به تیم سابق خود باشگاه فوتبال پیکان بازگشت و در دوسالی که در تیم پیکان سپری نمود  43(سال87 تا 89) بازی و سه گل برای این تیم به ثمر رسانید که یکی از گل‌های او به تیم سابقش استقلال بود. در نیم فصل اول فصل 89-90 به باشگاه فوتبال پاس همدان  پیوست و در 12 مسابقه‌ای که برای این تیم انجام داد، یک گل به ثمر رسانید و این آخرین حضور سعید لطفی به عنوان بازیکن در مستطیل سبز بود.

## بازی های ملی
او در بازی‌های آسیایی 2002 بوسان که تیم ملی زیر ۲۳ سال تحت هدایت برانکو ایوانکویچ که همزمان مربی تیم بزرگسالان و تیم امید ایران بود، لطفی به همراه این تیم توانست قهرمان این سری از مسابقات آسیایی را به‌دست آورد. 

## از دست دادن فرصت بازی در اینترمیلان
سعید لطفی بارها در گفت‌وگو با رسانه‌ها از دلخوری‌اش به‌دلیل مصدومیت از ناحیه پا و از دست دادن فرصت حضور در باشگاه فوتبال اینتر میلان ایتالیا صحبت کرده است. 
خودش درباره خاطره تلخ مصدومیت و شکسته‌شدن پایش در آستانه پرواز به ایتالیا و حضور در تست پزشکی باشگاه اینتر میلان می‌گوید: «در بازی دوستانه تیم ملی امید با پاس تهران که همزمان شده بود با کاپیتانی من در تیم ملی امید و فیکس بودن در تیم بزرگسالان کشورمان، در دقیقه دو یا سه مسابقه، جواد نکونام با تکلی خشن موجب شکسته شدن پای من شد. البته بابت این مصدومیت دلخور نیستم، اما انگیزه او را متوجه نشدم که بارها گفته بود که به عمد او را زدم. این اتفاق مصادف شده بود با ارسال دعوتنامه باشگاه اینترمیلان و فرستادن بلیت هواپیما برای حضور در تست پزشکی این باشگاه، ولی آن مصدومیت سبب شد که من چهار روز قبل از پرواز به این کشور، به دلیل شکستگی از ناحیه ساق پا نتوانم به این سفر بروم. هنوز ویزا و بلیطی که باشگاه اینتر برایم فرستاده بود، را دارم. در تمرینات تیم ملی فوتبال ایران پیش از مسابقه با ایرلند در جریان بازی‌های مقدماتی جام جهانی ۲۰۰۲ مایکل والش که ایجنت بود، آمده بود که بازی حامد کاویانپور و مرحوم مهرداد میناوند را ببیند و با آنها قرارداد ببندد، اما همان شب با ما قرداد بستند و با هماهنگی عباس ترابیان سرپرست سابق تیم ملی فوتبال ایران، قرار شد با اینترمیلان قرارداد امضا کنم. اینگونه بود که یکی از بزرگترین شانس‌های زندگی‌ام را از دست دادم.»

## خداحافظی از فوتبال
بعد از پایان قرارداد سعید لطفی با تیم پاس همدان، یکی از مربیان لیگ برتری برای بستن قرارداد با این بازیکن 30 ساله از وی درخواست پول کرده بود و همین امر موجب شد که لطفی، خیلی زود از فوتبال خداحافظی کند. او گفته بود که اگر قرار باشد یک بازیکن معمولی و یک بازیکن ملی‌پوش، هر دو پول بدهند پس بهتر است از فوتبال خداحافظی کنم. یکسال بعد، امیر قلعه‌نویی با وی تماس گرفت و پیشنهاد بازی به لطفی را داد، اما او آنقدر از این اتفاق ناراحت بود که هیچگاه به میادین فوتبال بازنگشت و به دنبال مربیگری رفت.

## دوران مربیگری
دوران مربیگری سعید لطفی در سال 93 - 94 با تیم نوجوانان استقلال و دستیاری علی سامره آغاز شد. سال بعد که سامره، سرمربی تیم امید‌ استقلال شد، لطفی سرمربیگری تیم نوجوانان استقلال را برعهده گرفت. وی در آن سال مدرک c  مربیگری را نیز اخذ نمود و سپس همکاری وی با محمود فکری در لیگ دسته یک فوتبال ایران و در تیم نفت مسجد سلیمان در فصل 96-95 آغاز شد. در پایان فصل 96-97 لیگ دسته یک، فکری با دستیاری سعید لطفی توانست، این تیم خوزستانی را با اقتدار به لیگ برتر بیاورد و در آن فصل تیم نفت مسجد سلیمان، 34 هفته در صدر جدول قرار داشت. 
این امر مصادف شد با اخذ مدرک A مربیگری آسیا برای سعید لطفی. در فصل 97-98 او بازهم دستیار محمود فکری در تیم شاهین بوشهر شد که با قهرمانی این تیم در لیگ دسته یک، به لیگ برتر صعود کردند. 
اواخر همان فصل هدایت پرسپولیس پاکدشت را برعهده گرفت و پس از چند هفته مربیگری در این تیم و در پایانی لیگ، دستیار محسن آشوری در تیم خوشه طلایی شد. در فصل 99-1400 لیگ برتر، او بار دیگر دستیار محمود فکری در تیم نفت مسجد سلیمان شد و پس از جدایی از این تیم، هم اکنون در تیم سایپا دستیار امید روانخواه، در لیگ دسته یک فوتبال کشور است.

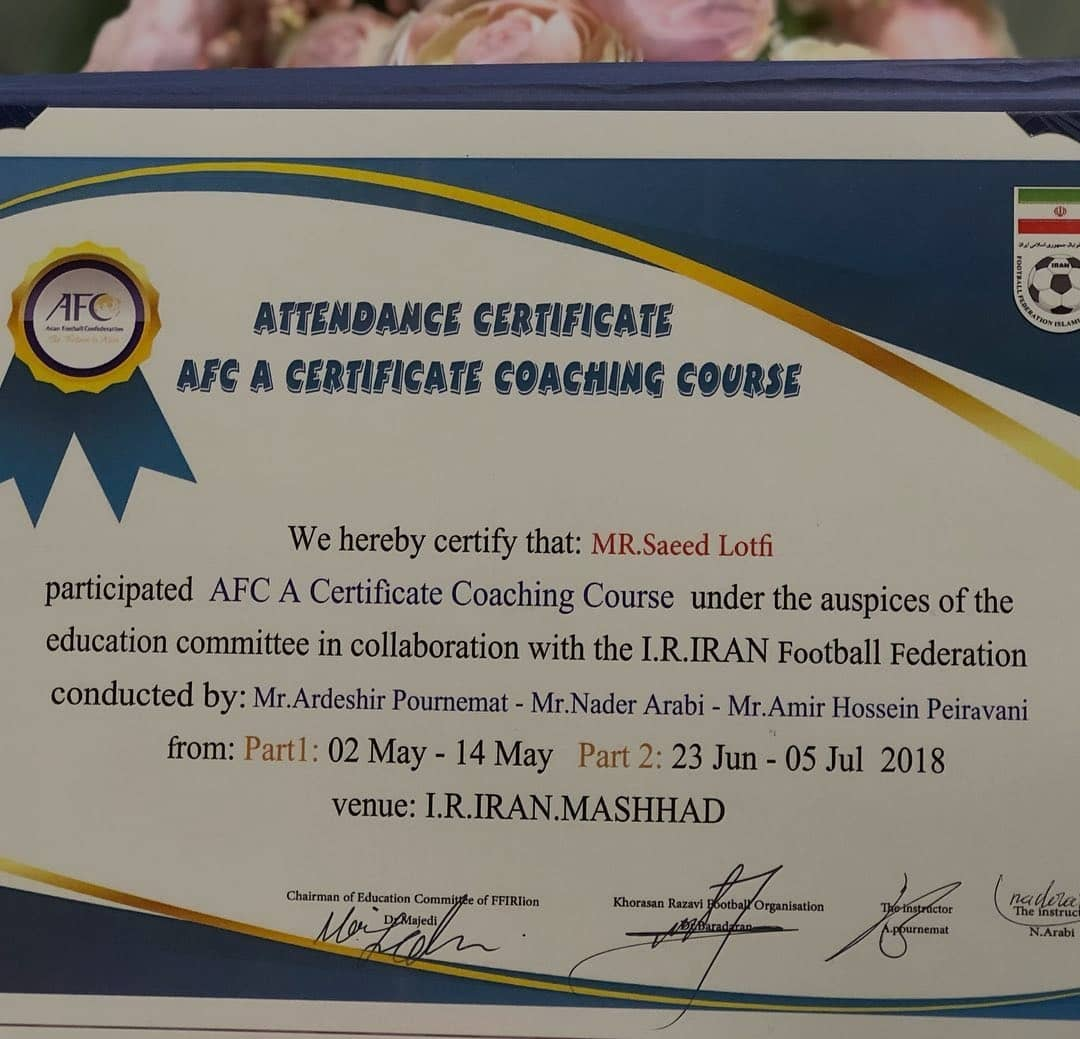
مدرک مربیگری سعید لطفی

## افتخارات
تیم ملی فوتبال ایران
قهرمان  بازی‌های آسیایی ۲۰۰۲
قهرمان جام ال‌جی ۲۰۰۱ (ایران)
باشگاه فوتبال استقلال تهران
قهرمان لیگ برتر فوتبال ایران ۸۵–۱۳۸۴
قهرمان جام حذفی فوتبال ایران ۸۷–۱۳۸۶